# 小拟戴胜百灵
小拟戴胜百灵（学名：Alaemon hamertoni），是百灵科拟戴胜百灵属的一种，为索马里的特有种。全球活动范围约为123,000平方千米。该物种的保护状况被评为无危。
小拟戴胜百灵的栖息地为亚热带或热带的（低地）干草原。